# Hadj Belkheir
Hadj Belkheir (12 de maio de 1977) é um boxeador da Argélia, que participou dos Jogos Olímpicos de Verão de 2004 para o seu país nativo do Norte da África.